# Marès

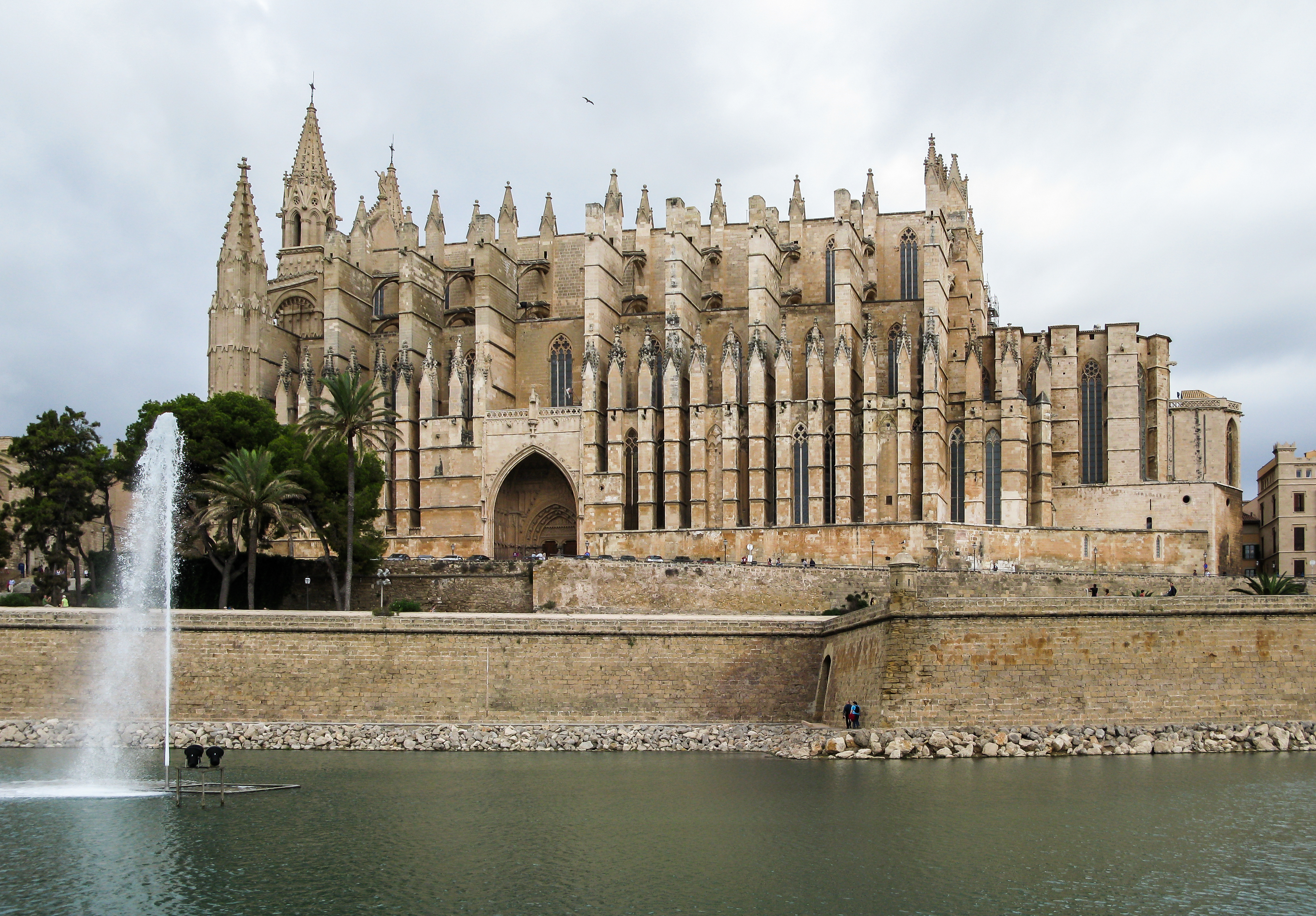
Seu de Palma i murades de la ciutat

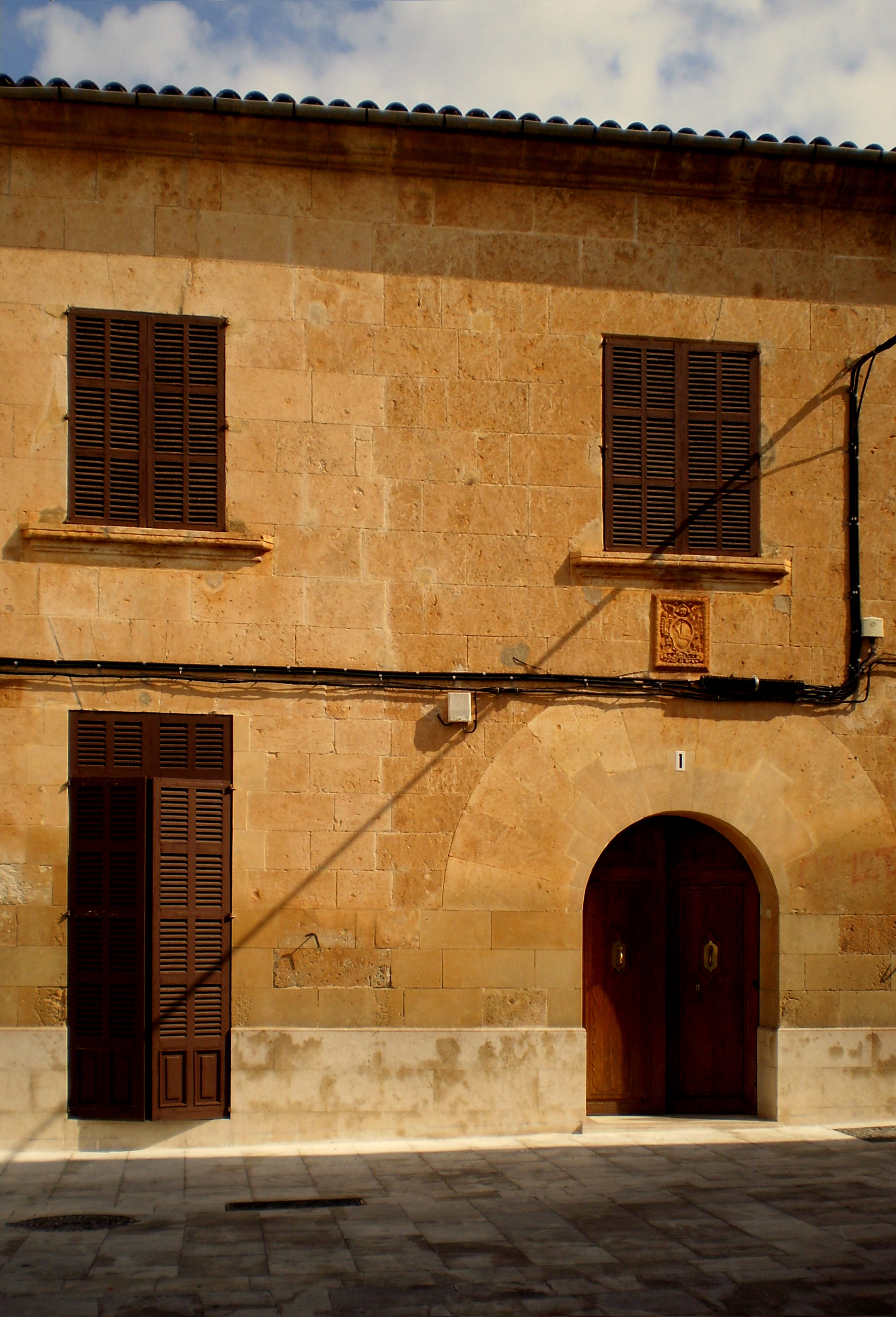
Façana amb marès

El marès és una roca sedimentària detrítica composta per grans de sorra cohesionats per un ciment natural de carbonats. Es forma per fossilització de les dunes. Fou molt emprat en la construcció d'edificis i murs de tancats de finques a les Illes Balears, destacant la Seu de Mallorca i el Palau de l'Almudaina.
Tècnicament, el marès no és realment una gres sinó una mescla de sorres fossilíferes (calcoarenites i eolianites) amb cimentació calissa carbonatada. Altres vegades presenta mescla de sorres i petxines fòssils, arribant a vegades a trobar-se estrats purament formats per petxines fòssils, d'on s'obtenen peces de gran bellesa plàstica i duresa (acopinyat). Aquestes sorres marines es consolidaren en el període quaternari.

## Característiques

### Composició química
El marès és una roca formada en més del 90% per carbonat de calci, CaCO₃, el qual, a conseqüència de la reacció amb productes àcids, provoca l'alteració química de la pedra, i per una resta de components diversos com sílice i sals de magnesi, alumini i ferro, els quals conformen menys del 10% del material i es troben en percentatges diferents en funció de la zona geogràfica d'extracció de la pedra. Aquestes impureses són els responsables d'establir petites variacions dins les característiques homogènies del material, tot d'acord amb quina sigui la relació percentual entre ells.

### Propietats físiques
Pel que fa a les característiques físiques, és un material petri marcat per una excessiva porositat, tal com ens indica la seva baixa densitat aparent (1,62 g/cm³) posada en relació amb la porositat oberta (31,8%) i l'absoluta (43%). Això provoca una fàcil entrada d'aigua per capil·laritat que acabà desencadenant una sèrie de processos d'alteració perjudicials per al marès. La humitat, en el marès, és relativament estàtica i es troba permanentment instal·lada, i manté saturada o molt carregada d'aigua la seva estructura cavernosa marès durant llargues temporades, encara que amb variacions estacionals. A aquesta situació s'hi ha d'afegir la presència de sals higroscòpiques que, juntament amb l'entramat capil·lar del marès, fan que el grau d'humitat del mur sigui fàcilment recuperable. Un altre dels factors a tenir en compte són els obstacles que tingui adossats al mur i que impedeixen el normal aireig d'aquest, ja que l'alçada capil·lar anirà augmentant, per tal de recuperar la superfície humida necessària i mantenir l'equilibri aigua absorbida i aigua evaporada abans esmentat. D'aquesta manera, certs elements, com ara el tapat mitjançant fris, els alicatats i d'altres, provoquen un augment de l'alçada (conseqüència de no trobar una superfície d'evaporació) que pot arribar fins al forjat de la planta següent amb el consegüent deteriorament dels elements estructurals horitzontals.
Quant a la duresa hom el situa dins el grup dels materials molt tous (densitat relativa inferior a 1,8 g/cm³), a la vegada que es tracta d'un dels materials petris amb més baixa resistència a la compressió (40 kg/cm²) dels que s'utilitzen en construcció.
El color és variat, oscil·lant del blanc quasi pur (pedrera de Cas Busso a Llucmajor i Petra), blanc cendrós (marès de Santanyí), color arena, rogenc i grogós (S'Arenal), daurat (marès de Porreres) i daurat rogenc (una altra varietat de marès de Petra). Naturalment, el color és molt variable i depèn dels elements que componen la roca i de les capes de terra que tingui al damunt.
| Tipus             | Pedrera  | Densitat (kg/m³) | Coef. absorció | Resist. compressió (kg/cm²) | Resist. flexió (kg/cm²) | Color        |
| ----------------- | -------- | ---------------- | -------------- | --------------------------- | ----------------------- | ------------ |
| Marès             | S'Arenal | 1,462            | 23,19%         | 35                          | 18                      | Groc palla   |
| Marès             | Muro     | 1,528            | 23,62%         | 44                          | 23                      | Blanc        |
| Marès             | Porreres | 1,597            | 18,43%         | 36                          | 21                      | Groc daurat  |
| Marès de Santanyí | Santanyí | 1,794            | 3,48%          | 131                         | 55                      | Blanc grisós |
| Marès             | Felanitx | 1,961            | 9,23%          | 59                          | 54                      | Rogenc/Blanc |

## Extracció

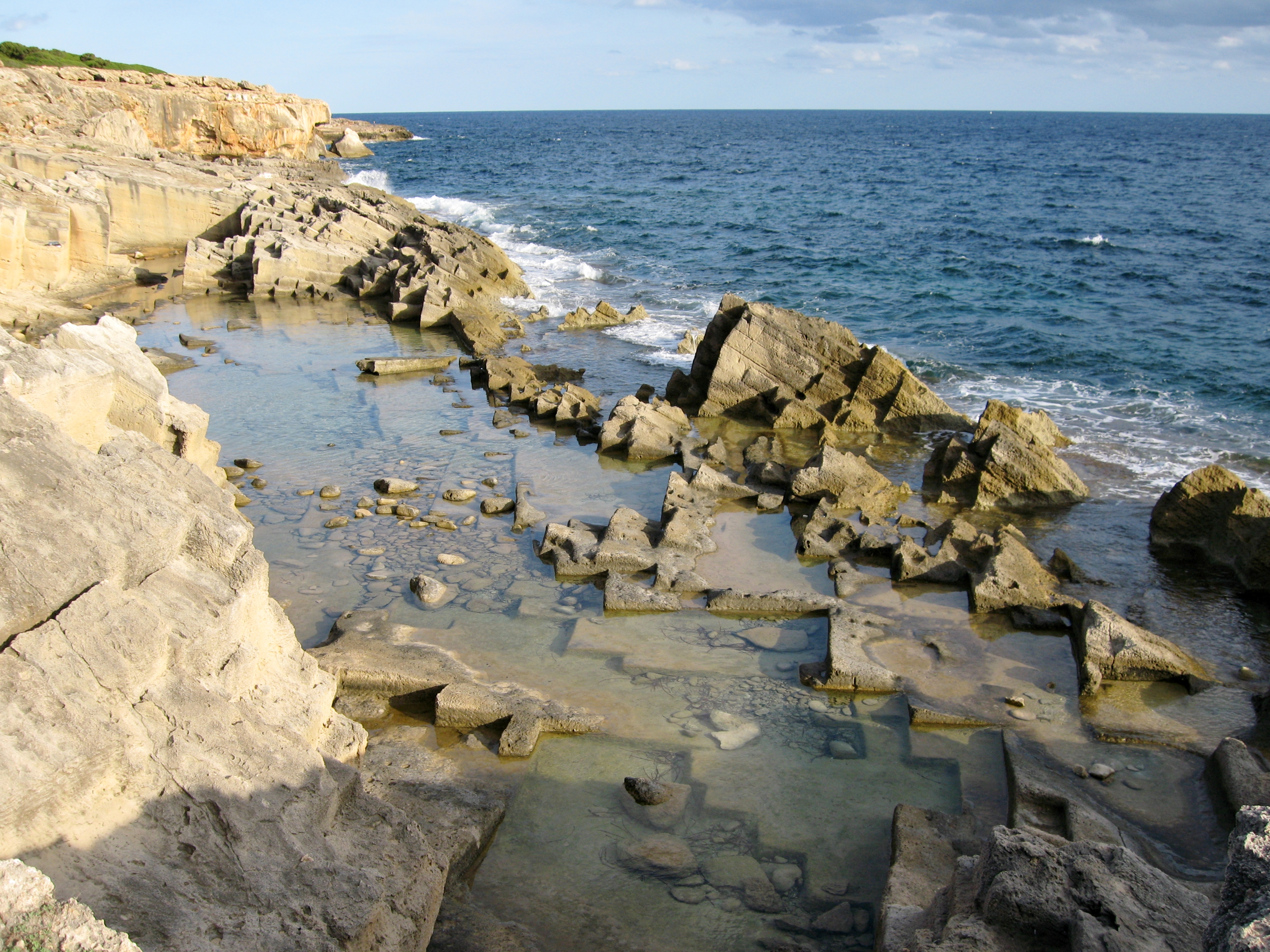
Pedrera devora la mar (Punta de n'Amer)

Antigament les pedreres s'obrien al costat de la construcció a cel obert per extraure únicament la quantitat que necessitaven. Primer es procedia a netejar la bancada per extreure la terra vegetal i s'extreien les primeres capes de marès mediocre a fi de trobar que la roca fos ferma i que no presentàs pèls o clivelles, la pedra closa i forta i sense pèls era especialment valorada per picar-la a l'hora de fer els arcs i les voltes, la qual cosa implicava que no ho podia realitzar un pedrer qualsevol. Després d'haver-se iniciat el treball d'extreure el marès, es cavava un camí que s'enfonsava a poc a poc dins la pedra. El gruix del celràs tenia 7 metres per oferir una seguretat als treballadors. Per la mateixa raó, l'espai excavat no sobrepassa els 3 metres d'alçada.

### Eines

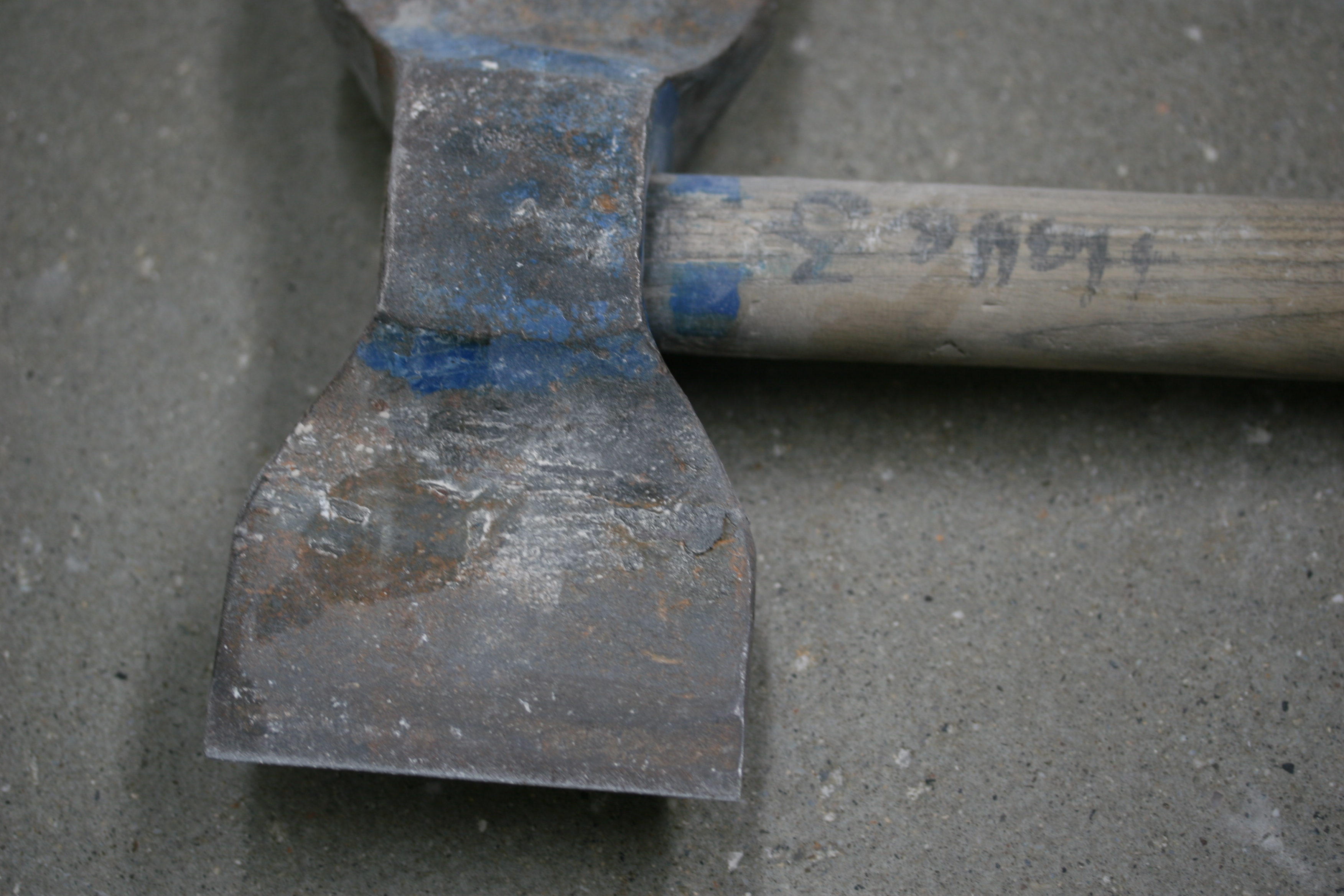
Tallant

Les eines bàsiques que empraven els pedrers eren l'escoda, el tallant, el picot de regatar, la picassa de diferents mides, el perpal, el càvec, l'escaire, les regles i les galgues o la règia, el xerrac, el punxó de ferro per marcar, i els tascons i les llaunes. L'escoda és un pic de dues puntes aplanades i tallants. Era l'eina bàsica del trencador, utilitzada per obrir solcs, desferrar cantons... Quant a la resta de les eines, el tallant és un tipus de destral a dos tallants que serveix per allisar i igualar els cantons de marès. El picot i la picassa són una espècie de maça emprats per picar, colpejar, introduir els tascons i les llaunes a les clivelles, o obrir la bancada. El perpal és una barra de ferro que serveix per desenganxar els cantons o blocs. El càvec s'utilitza, d'entre altres feines, per recollir el sauló o pols de marès. Les galgues o la règia són un llistó de fusta graduat en vuit, deu o quinze pams. Els tascons consisteixen en una falca de fusta.

### Obtenció
Després d'haver efectuat els treballs previs, començava l'extracció pròpiament dita amb el retxar i fer regates. Aquesta feina consistia que, amb l'ajut de l'escoda, s'obrien dos solcs paral·lels tot al llarg del terreny preparat per extreure el marès, d'uns 20 cm de fondària, és a dir, l'altura del cantó, marcant-lo abans. La separació entre els dos solcs en general era de 60 cm. Quan es començava a picar, "s'escoltava" el marès, perquè a causa de la densitat del marès, que varia d'un lloc a un altre, els cops es podien desviar imperceptiblement cap a la zona més blana de la pedra i la retxa es podia tòrcer. Per evitar-ho, el pedrer picava en les dues direccions.
Ara estaven a punt d'obrir la bancada, que es feia sacrificant un cantó, el qual era romput amb la picassa i els tascons; per tant, s'havia buidat un rectangle que permetia iniciar el pròxim pas: desferrar el cantó per la base. Amb el càvec es netejaven les restes de pedretes, grava o pols. Per la regata esbandida es feien tres canaletes, les tasconeres, i després se col·locaven les tres llaunes de ferro a les quals se'ls afegia els tascons, fent-los penetrar lleugerament amb el picot, moment delicat de l'extracció perquè s'havia d'escoltar bé com sonava la pedra. Després, el pedrer es posava sobre el bloc per desferrar-lo. Des de damunt, el pedrer picava i entrava els tascons dins les llaunes, controlant la intensitat i l'equilibri dels seus cops, escoltant atentament cadascun dels seus cops.